# Kamelien

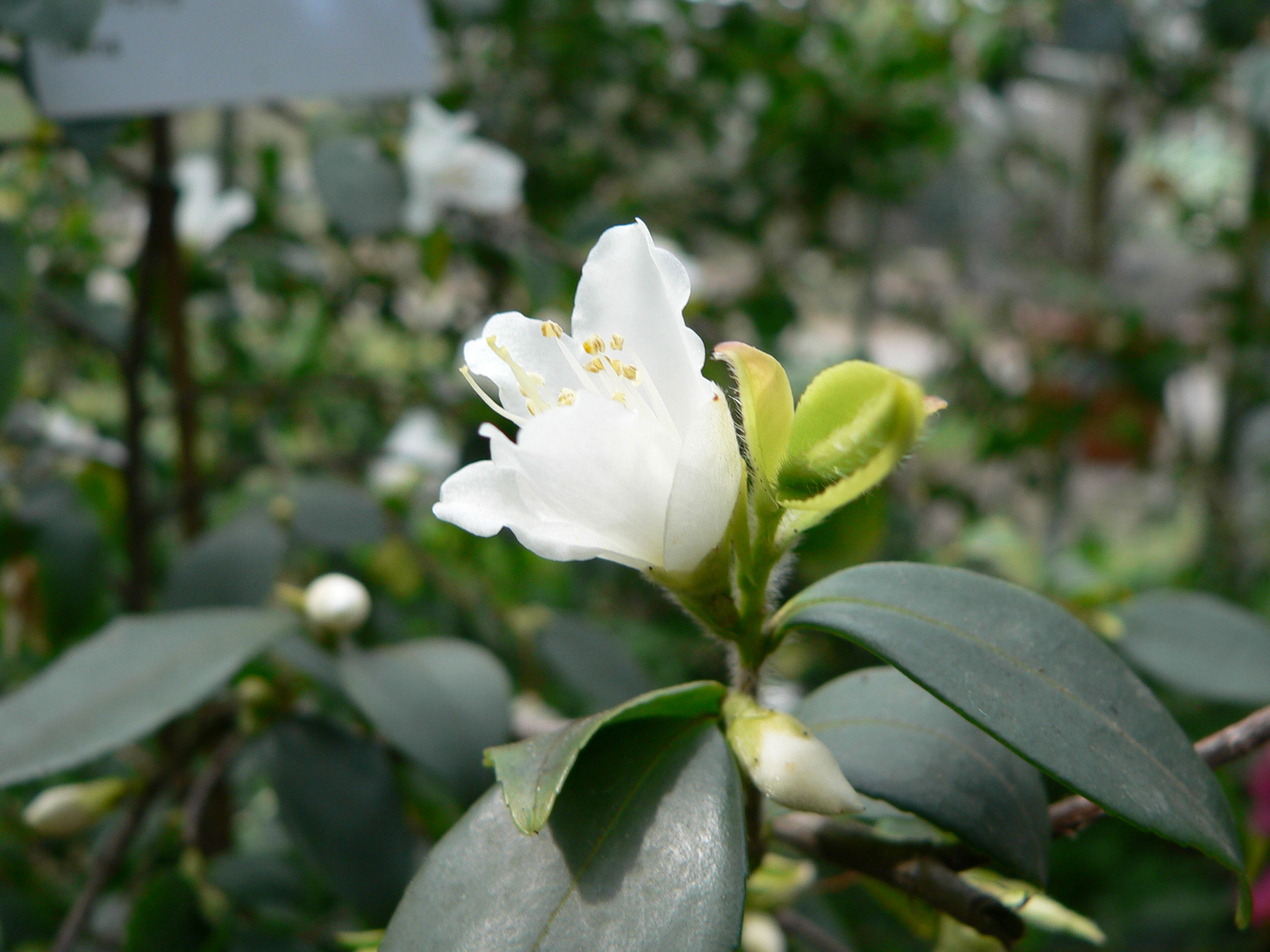
Camellia fraterna

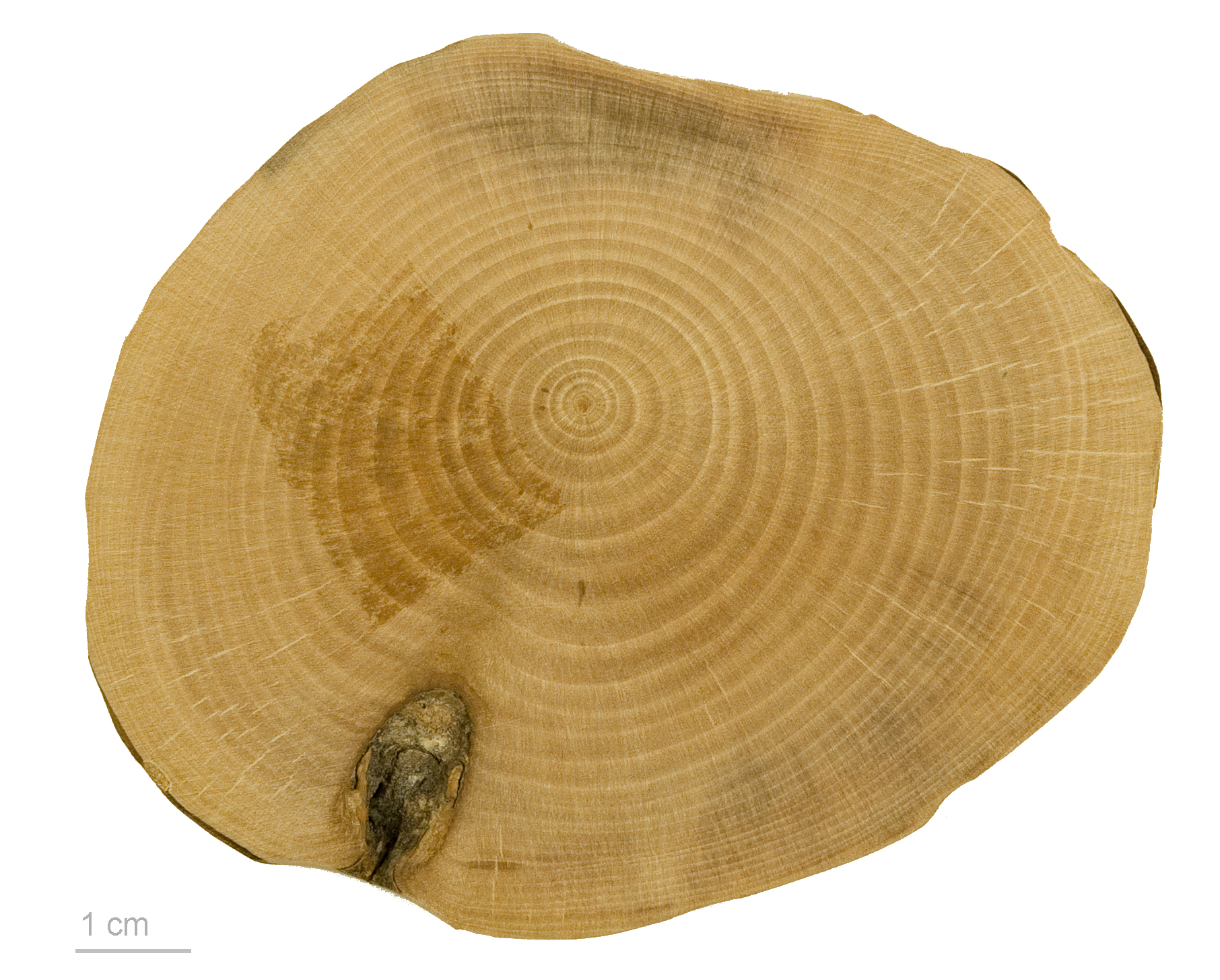
Holz von Camellia japonica

Die Kamelien (Camellia) sind eine Pflanzengattung aus der Familie der Teestrauchgewächse (Theaceae). Diese Gattung besteht aus etwa 200 bis 300 Pflanzenarten, darunter die bekannte Camellia japonica und die Teepflanze (Camellia sinensis). Die ursprüngliche Namensgebung durch Carl von Linné geschah zu Ehren von Pater Georg Joseph Kamel (1661–1706), der Camellia japonica von Manila nach Spanien brachte.

## Beschreibung
Kamelien sind immergrüne Bäume oder Sträucher. Die wechselständig und spiralig an den Zweigen angeordneten Laubblätter sind ledrig und einfach. Meist ist ein Blattstiel vorhanden, der Blattrand ist meist gesägt, selten glatt, Nebenblätter fehlen.
Die zwittrigen Blüten stehen einzeln oder höchstens zu dritt in den Blattachseln. Blütenstiele sind mittellang oder fehlen. Es gibt zwei oder mehr Vorblätter, diese sind hinfällig oder bleibend und lassen sich nur schwer von den Kelchblättern unterscheiden (Perule). Die meist fünf oder selten sechs bis zehn Kelchblätter sind an ihrer Basis schwach verwachsen. Die meist fünf bis acht (selten bis zu zwölf) Kronblätter sind an der Basis mehr oder weniger stark verwachsen. Die vielen Staubblätter stehen in zwei bis sechs Kreisen. Der äußerste Staubblattkreis ist an seiner unteren Hälfte an den Kronblättern angewachsen, die Staubblätter können zu einer Röhre verwachsen sein, die Staubbeutel sind mehr oder weniger an ihrem Ansatz an den Staubfäden befestigt. Der oberständige Fruchtknoten ist drei- bis fünffächrig, mit ein bis zwei, selten bis zehn Samenanlagen je Fruchtblatt. Der Griffel ist einfach oder verzweigt oder besteht aus unverwachsenen Griffelästen.
Bei der Kapselfrucht bleibt der Kelch (die Perule) am Fruchtansatz erhalten, selten fällt er ab. Die Samen sind fast rund und ungeflügelt. Der Embryo ist gerade. Die fleischigen, halbrunden Keimblätter enthalten viel Öl.

## Verbreitung
Die Gattung ist auf Ost-Asien beschränkt und bis Indomalesien verbreitet. Zentrum der Artenvielfalt ist Südchina. Kamelien sind nicht frosthart und überstehen nur kurze Frostnächte.

## Systematik
Die Gattung besteht aus 100 bis 300 Arten. Sie wird in vier Untergattungen und 20 Sektionen gegliedert:
- Untergattung Protocamellia Hung T.Chang
- Untergattung Camellia
- Untergattung Metacamellia Hung T.Chang
- Untergattung Thea (L.) Hung T.Chang

Von besonderer wirtschaftlicher Bedeutung sind dabei:
- Tee (Camellia sinensis (L.) Kuntze)
- Camellia japonica L.
- Camellia kissi Wall.: Sie kommt in Indien, Nepal, Bhutan, Kambodscha, Thailand, Laos, Myanmar, Vietnam und China vor.[2]
- Camellia oleifera C. Abel: Sie kommt in China, Myanmar, Vietnam und Laos vor,[2] (chinesisch 苦茶樹, „bitterer Teebaum“).[3] Das genauere Ursprungsgebiet ist aber nicht bekannt.[2]
- Camellia reticulata Lindl.: Sie kommt in Guizhou, Sichuan und Yunnan vor.[2]
- Camellia saluenensis Stapf ex Bean: Sie kommt in Guizhou, Sichuan und Yunnan vor.[2]
- Camellia sasanqua Thunb.: Sie kommt in Japan vor.[2]

Weitere Arten (Auswahl):
- Camellia fraterna Hance: Sie kommt in den chinesischen Provinzen Anhui, Fujian, Henan, Jiangsu, Jiangxi und Zhejiang vor.[2]
- Camellia petelotii (Merr.) Sealy: Sie kommt in Vietnam und in Guangxi vor.[2]
- Camellia crapnelliana Tutcher: Südchina

## Verwendung
Die bekannteste Art der Gattung ist der Teestrauch und auch von wenigen weiteren Arten werden die Blätter zur Teegewinnung verwendet. Einige Arten und viele Hybriden werden als Zierpflanzen genutzt. Es gibt eine Reihe von Arten, die zur Produktion von Kamelienöl verwendet werden. Es gibt auch Arten mit essbaren Blüten.
In der Teezeremonie Japans (wabi chan) werden neben den Blättern Blüten von Kamelien (tsubaki) für die Dekoration in der Tokonoma, vor allem zur Blütezeit im Frühjahr, verwendet. Eine sehr beliebte Sorte ist dabei Camellia japonica ´Shiratama´, aber auch ´Kamohonami´ wird gerne genommen.